# 기타노마스즈카역
기타노마스즈카역(일본어: 北野桝塚駅, きたのますづかえき)은 일본 아이치현 오카자키시에 있는 아이치 환상 철도선의 역이다. 역 번호는 06이다.
차고가 인접하여 일부 열차는 이곳에서 환승이 된다. 또한, 본 역에서 오카자키 방향으로는 기타오카자키역까지 단선이고 신토요타・세토시・고조지 방면은 미카와카미고 역까지 복선이 된다.

## 역 구조
섬식 승강장 2면 4선의 고가역이다. 설비 상으로는 본 역에서 완급 접속이 가능하지만 현재 운행에서는 전 열차가 역마다 정차하므로 일부 승강장은 자주 사용되지 않는다. 본 역에서 차량 교환 시에 평면 환승이 가능하다. 본 역에서 증결하고 발차하는 열차도 있다.
본사 인접역에도 불구하고 영업은 오랫동안 무인역이었지만 2008년에 역 구내에 "유실물 취급소"가 개설되고 아울러 이른 아침과 야간을 제외한 유인역화되었다.
낮 시간대의 전 노선에서 운행의 경우 2번 선에 오카자키 행 열차, 3번 선에 고조지 방면 행 열차가 각각 정차하는 경우가 많다.

## 역 주변
주택과 농지가 점재하는 교외 지역으로 역 남쪽에 미쓰비시자동차공업의 공장이 있다.
- 아이치 환상 철도 본사
- 아이치 환상 철도 기타노마스즈카 차량기지
- 미쓰비시자동차공업 오카자키 제작소
- 와카사노 비(역 부근에 제3 오카자키 해군 항공대가 위치하고 있었다.)
- 아이치 현도 230호 오시카모안조 선
- 기타노 폐사 흔적
- 야나가와세 공원

## 역사
화물역으로 영업 개시한 본 역은 토요타 자동차의 자동차 수송 때문에 다수의 측선과 광활한 주차장을 가진 역이었다. 옛 국철은 본 역을 기타노마스즈카 자동차 기지라고 이름 붙이고 자동차 발송의 거점으로 하였다. 1971년에는 10왕복 전용 열차를 설정, 1일 140대, 자동차 대수 1300대를 취급하는 큰 거점이었다. 운영 관리는 토요타 수송이 하고 카미고 화차 센터로 불렸다.
- 1970년 10월 1일: 일본국유철도 오카다 선의 화물역으로 개업.
- 1976년 4월 26일: 여객 영업 개시.
- 1984년 12월 27일: 이 날의 다이아 개정으로 마지막까지 남아 있던 센다이 항역과 시메 역으로 자동차 수송 화물 열차가 폐지됨.
- 1985년 1월 1일: 화물 취급 폐지.
- 1987년 4월 1일: 일본 철도 민영화로 도카이여객철도(JR 도카이)에 계승됨.
- 1988년 1월 31일: 오카다 선이 아이치 환상 철도선으로 전환, 본 역은 아이치 환상 철도의 역이 됨.
- 2001년 12월 23일: 아이치 엑스포 대응 공사의 일환으로서 1선 증설하고 2면 4선화.
- 2008년
  - 4월 1일: 유인역화.
  - 5월 12일: "유실물 취급소" 개설.

## 인접역
| 아이치 환상 철도 ■ 아이치 환상 철도선 | 아이치 환상 철도 ■ 아이치 환상 철도선 | 아이치 환상 철도 ■ 아이치 환상 철도선 |
| ------------------------------------- | ------------------------------------- | ------------------------------------- |
| 05 다이몬 오카자키 방면               |                                       | 미카와카미고 07 고조지 방면           |